# Stephen Eustáquio
Stephen Antunes Eustáquio (Leamington, 21 december 1996) is een Canadees-Portugees voetballer die doorgaans als middenvelder. Hij verruilde Paços de Ferreira in de zomer van 2022 voor FC Porto, dat hem een half jaar eerder al huurde. Eustáquio maakte in 2019 zijn debuut als international van het Canadees voetbalelftal.

## Clubcarrière

### Jeugd
Eustáquio werd als kind van Portugese immigranten geboren in Leamington, Ontario. Hij begon met voetballen bij Leamington Minor Soccer, en verhuisde op zevenjarige leeftijd terug naar Portugal met zijn ouders. Nadat hij bij de amateurs van Nazarenos was begonnen, speelde hij vervolgens twee seizoenen in de derde divisie bij Torreense.

### Leixões
Op 7 juni 2017 tekende Eustáquio bij Leixões voor een niet nader genoemd bedrag. Op 23 juli maakte hij zijn profdebuut in een 2-0 thuisoverwinning tegen Académico de Viseu in de eerste ronde van de Taça da Liga. Zijn debuut in de Segunda Liga was op 6 augustus in een 4-1 uitwedstrijd tegen Real Massamá.

### Chaves
Op 31 januari 2018 werd bekend dat Chaves de afkoopclausule van €500.000 had betaald voor Eustáquio, en bood hem een zesjarig contract aan. Hij maakte zijn debuut in de Primeira Liga vier dagen later, door als basisspeler te starten in een 2-1 uitoverwinning op Feirense. Zijn eerste doelpunt scoorde hij op 14 april 2018, door zijn team aan een punt te te helpen en de 3-3 te maken tegen Boavista. Op 14 september 2018, in een Taça da Liga-wedstrijd in het Estádio do Dragão, scoorde Eustáquio een late gelijkmaker die Chaves hielp met 1-1 gelijk te spelen en voor het eerst punten mee te nemen uit Porto.

### Cruz Azul
Na slechts een jaar bij Chaves verhuisde Eustáquio op 15 januari 2019 naar Cruz Azul in de Mexicaanse Liga MX. Zijn debuut in Mexico was niet alledaags. Enkele minuten na het betreden van het veld als invaller werd hij vanwege een overtreding alweer uit het veld gestuurd. Na controle van de VAR werd deze beslissing omgedraaid en kreeg hij slechts een gele kaart. Enkele minuten later werd hij per brancard afgevoerd, nadat hij zwaar geblesseerd was geraakt aan zijn knie in een duel.
Na acht maanden aan de kant te hebben gestaan, keerde Eustáquio op 22 september 2019 terug op het veld en speelde hij voor het beloftenteam als voorbereiding op zijn volledige terugkeer. Helaas kwam hij nooit meer in actie voor Cruz Azul.

### Paços de Ferreira
In december 2019 werd Eustáquio na zijn herstel van zijn blessure voor de rest van het seizoen uitgeleend aan de Portugese topclub Paços de Ferreira. Hij maakte zijn competitiedebuut op 11 januari 2020 in een 0-0 uitwedstrijd tegen Portimonense. Na een half seizoen in Portugal stemde Eustáquio in september 2020 in met nog een verhuurperiode tot de winter van 2020. De daaropvolgende transferperiode werd de overstap naar Paços definitief voor een bedrag van 2,5 miljoen euro. Hij maakte zijn Europese debuut op 5 augustus 2021, waar hij tevens scoorde in de 4-0 thuisoverwinning tegen Larne FC in de derde kwalificatieronde van de Conference League.

### FC Porto
In januari 2022 werd Eustáquio voor een half jaar gehuurd door FC Porto met een optie tot koop aan het einde van het seizoen. Hij speelde zijn eerste wedstrijd op 6 februari, toen hij Fábio Vieira verving in een 2-0 nederlaag tegen Arouca. Op 31 mei 2022 lichtte FC Porto de clausule voor zijn overname, nadat hij tijdens het seizoen een basisspeler was geworden onder Sérgio Conceição, en tekende Eustáquio een contract tot 30 juni 2027. Hij scoorde zijn eerste doelpunt voor FC Porto op 30 september in de 4-1 thuisoverwinning op Braga. Daarnaast speelde hij in alle Champions League-wedstrijden, en scoorde hij tegen Club Brugge en Atlético Madrid. Eustáquio was ook belangrijk voor FC Porto bij de winst van de Taça da Liga in 2023, waar hij zowel in de halve finale als finale een doelpunt maakte en Porto naar de beker leidde.

## Clubstatistieken
| Seizoen | Club                | Competitie             | Competitie | Competitie | Beker | Beker | Overig | Overig | Totaal | Totaal |
| Seizoen | Club                | Competitie             | Wed.       | Dlp.       | Wed.  | Dlp.  | Dlp.   | Dlp.   | Wed.   | Dlp.   |
| ------- | ------------------- | ---------------------- | ---------- | ---------- | ----- | ----- | ------ | ------ | ------ | ------ |
| 2014/15 | SCU Torreense       | Campeonato de Portugal | 1          | 0          | 0     | 0     | –      | –      | 1      | 0      |
| 2015/16 | SCU Torreense       | Campeonato de Portugal | 24         | 0          | 1     | 0     | –      | –      | 25     | 0      |
| 2016/17 | SCU Torreense       | Campeonato de Portugal | 31         | 0          | 5     | 0     | –      | –      | 36     | 0      |
| 2017/18 | Leixões SC          | Liga Portugal 2        | 20         | 0          | 6     | 0     | –      | –      | 26     | 0      |
| 2017/18 | GD Chaves           | Primeira Liga          | 13         | 1          | 0     | 0     | –      | –      | 13     | 1      |
| 2018/19 | GD Chaves           | Primeira Liga          | 16         | 0          | 6     | 1     | –      | –      | 22     | 1      |
| 2019    | Cruz Azul           | Liga MX                | 1          | 0          | 1     | 0     | –      | –      | 2      | 0      |
| 2019/20 | → Paços de Ferreira | Primeira Liga          | 16         | 0          | 1     | 0     | –      | –      | 17     | 0      |
| 2020/21 | Paços de Ferreira   | Primeira Liga          | 32         | 2          | 3     | 0     | –      | –      | 35     | 2      |
| 2021/22 | Paços de Ferreira   | Primeira Liga          | 17         | 0          | 1     | 0     | 4      | 1      | 22     | 1      |
| 2021/22 | → FC Porto          | Primeira Liga          | 7          | 0          | 1     | 0     | 2      | 0      | 10     | 0      |
| 2022/23 | FC Porto            | Primeira Liga          | 29         | 2          | 8     | 3     | 7      | 2      | 44     | 7      |
| 2023/24 | FC Porto            | Primeira Liga          | 28         | 2          | 4     | 0     | 8      | 1      | 40     | 3      |
| 2024/25 | FC Porto            | Primeira Liga          | 29         | 0          | 4     | 1     | 8      | 1      | 41     | 2      |
| Totaal  | Totaal              | Totaal                 | 264        | 7          | 41    | 5     | 29     | 5      | 334    | 17     |

## Interlandcarrière

### Jeugd
Eustáquio koos aanvankelijk om in de jeugd voor Canada uit te komen, en maakte als 17-jarige deel uit van Canada's O17-team op de AGS Cup in 2012. In november 2017 selecteerde Rui Jorge hem voor het Portugese O21-team voor de kwalificatiewedstrijden van het Europees Kampioenschap 2019 tegen Roemenië en Zwitserland. Hij ging in op de uitnodiging en speelde tegen Roemenië zijn eerste jeugdinterland voor Portugal in Constanța.

### Senioren
In februari 2019 maakte Eustáquio de beslissing om zich voor Canada beschikbaar te stellen. Na de terugkeer van zijn knieblessure kreeg hij zijn eerste oproep voor het team op 1 oktober 2019 voor een CONCACAF Nations League-wedstrijd tegen de Verenigde Staten. Hij maakte zijn debuut op 15 november 2019, toen hij in de tweede helft inviel voor Mark-Anthony Kaye.
Eustáquio werd op 18 juni opgenomen in de 60-koppige voorselectie voor de CONCACAF Gold Cup van 2021, en hij haalde ook de definitieve selectie voor het toernooi. Hij scoorde zijn eerste interlanddoelpunt in de eerste groepswedstrijd op 11 juli, in een 4-1 overwinning op Martinique in Kansas City, en maakte vier dagen later via een vrije trap meteen ook zijn tweede doelpunt voor Canada. Het team behaalde de halve finales op het toernooi, en Eustáquio speelde 4 van de 5 wedstrijden.
Eustáquio werd ook opgeroepen voor de selectie van het WK 2022 en speelde twee wedstrijden in de groepsfase. In juni 2023 werd hij geselecteerd voor de definitieve 23-koppige selectie voor de CONCACAF Gold Cup 2023.

## Privé
Eustáquio's oudere broer Mauro is ook een voormalig profvoetballer, die uitkwam in de jeugdelftallen van Canada en voornamelijk in Canada en de Verenigde Staten speelde.
Op 15 april 2023 werd Eustáquio in de rust van Porto's thuiswedstrijd tegen Santa Clara geïnformeerd dat zijn moeder Esmeralda op 51-jarige leeftijd was overleden. Kort na de rust werd hij gewisseld om naar zijn familie te gaan.

## Erelijst
Porto
- Kampioen Primeira Liga: 2021–22
- Winnaar Taça de Portugal: 2021–22, 2022–23
- Winnaar Taça da Liga: 2022–23
- Winnaar Supertaça Cândido de Oliveira: 2022

Canada
- CONCACAF Nations League runner up: 2023

Individueel
- Primeira Liga 'Middenvelder van de Maand': september 2022

3 Djaló ·
4 Otávio ·
5 Marcano ·
6 Eustáquio ·
8 Grujić ·
9 Omorodion ·
10 Vieira ·
11 Pepê ·
12 Sanusi ·
13 Galeno ·
14 Ramos ·
15 Sousa ·
17 Jaime ·
18 Wendell ·
19 Namaso ·
20 Franco ·
21 Navarro ·
22 Varela ·
23 Mário ·
24 Pérez ·
27 Gül ·
52 Fernandes ·
70 Borges ·
74 Moura ·
86 Mora ·
94 Portugal ·
97 Pedro ·
99 D. Costa  ·
Coach: Bruno